# Liste der Bodendenkmäler in Pfarrkirchen
Auf dieser Seite sind die Bodendenkmäler in der niederbayerischen Gemeinde Pfarrkirchen zusammengestellt. Diese Tabelle ist eine Teilliste der Liste der Bodendenkmäler in Bayern. Grundlage ist die Bayerische Denkmalliste, die auf Basis des Bayerischen Denkmalschutzgesetzes vom 1. Oktober 1973 erstmals erstellt wurde und seither durch das Bayerische Landesamt für Denkmalpflege geführt wird. Die folgenden Angaben ersetzen nicht die rechtsverbindliche Auskunft der Denkmalschutzbehörde.

## Bodendenkmäler der Gemeinde Pfarrkirchen

### Bodendenkmäler in der Gemarkung Nöham
| Lage             | Objekt                                              | Akten-Nr.     | Bild |
| ---------------- | --------------------------------------------------- | ------------- | ---- |
| Nöham (Standort) | Siedlung vor- und frühgeschichtlicher Zeitstellung. | D-2-7543-0128 |      |

### Bodendenkmäler in der Gemarkung Pfarrkirchen
| Lage                    | Objekt | Akten-Nr.     | Bild |
| ----------------------- | --- | ------------- | ---- |
| Pfarrkirchen (Standort) | Untertägige mittelalterliche und frühneuzeitliche Befunde und Funde im Bereich der katholischen Stadtpfarrkirche St. Simon und Judas in Pfarrkirchen und ihrer Vorgängerbauten samt aufgelassenem Friedhof mit ehemaliger Friedhofs-/Erasmuskapelle und Allerseelenkapelle. | D-2-7543-0045 |      |
| Pfarrkirchen (Standort) | Untertägige mittelalterliche und frühneuzeitliche Siedlungsteile im Bereich der Altstadt (Kernstadt) von Pfarrkirchen. | D-2-7543-0046 |      |
| Pfarrkirchen (Standort) | Untertägige frühneuzeitliche Befunde und Funde im Bereich der Stadtbefestigung von Pfarrkirchen. | D-2-7543-0058 |      |
| Pfarrkirchen (Standort) | Untertägige frühneuzeitliche Siedlungsteile im Bereich der westlichen Stadterweiterung von Pfarrkirchen (Oberer Vormarkt/Eggenfeldener Vormarkt). | D-2-7543-0107 |      |
| Pfarrkirchen (Standort) | Untertägige spätmittelalterliche und frühneuzeitliche Befunde und Funde im Bereich des ehemaligen Heilig-Geist-Spitals mit katholischer Kirche Hl. Geist in Pfarrkirchen.                                                                                                   | D-2-7543-0110 |      |
| Pfarrkirchen (Standort) | Untertägige frühneuzeitliche Befunde und Funde im Bereich der katholischen Wallfahrtskirche Auferstehung Christi (sog. Gartlberg-Kirche) und ihres Vorgängerbaus mit zugehörigem Friedhof.                                                                                  | D-2-7543-0111 |      |
| Pfarrkirchen (Standort) | Untertägige frühneuzeitliche Siedlungsteile im Bereich der südlichen Stadterweiterung von Pfarrkirchen (Rottvormarkt). | D-2-7543-0120 |      |
| Pfarrkirchen (Standort) | Untertägige frühneuzeitliche Siedlungsteile im Bereich der östlichen Stadterweiterung von Pfarrkirchen (Unterer/Reichenberger Vormarkt). | D-2-7543-0121 |      |
| Pfarrkirchen (Standort) | Untertägige frühneuzeitliche Befunde und Funde im Bereich der katholischen Filialkirche St. Alexius in Pfarrkirchen mit zugehörigem Friedhof. | D-2-7543-0122 |      |

### Bodendenkmäler in der Gemarkung Reichenberg
| Lage                   | Objekt | Akten-Nr.     | Bild |
| ---------------------- | --- | ------------- | ---- |
| Reichenberg (Standort) | Untertägige mittelalterliche und frühneuzeitliche Befunde und Funde im Bereich der abgegangenen Burg und des späteren Schlosses Reichenberg.         | D-2-7543-0012 |      |
| Reichenberg (Standort) | Turmhügel des Mittelalters (Burgstall). | D-2-7543-0013 |      |
| Reichenberg (Standort) | Schürfgrubenfeld vor- und frühgeschichtlicher oder mittelalterlicher Zeitstellung.                                                                   | D-2-7543-0014 |      |
| Reichenberg (Standort) | Siedlung der Metallzeiten, unter anderem der späten Bronzezeit und der späten Latènezeit.                                                            | D-2-7543-0031 |      |
| Reichenberg (Standort) | Mühlenwüstung des Mittelalters und der Neuzeit. | D-2-7543-0119 |      |
| Reichenberg (Standort) | Siedlung des Neolithikums, unter anderem der Linearbandkeramik und des Jung-/Spätneolithikums, sowie der Metallzeiten, unter anderem der Latènezeit. | D-2-7543-0125 |      |
| Reichenberg (Standort) | Siedlung des Spät-/Jungneolithikums bzw. der Frühbronzezeit und der Latènezeit.                                                                      | D-2-7543-0126 |      |

### Bodendenkmäler in der Gemarkung Untergrasensee
| Lage                      | Objekt | Akten-Nr.     | Bild |
| ------------------------- | --- | ------------- | ---- |
| Untergrasensee (Standort) | Untertägige Befunde und Funde im Bereich der abgegangenen mittelalterlichen Burg und des abgegangenen frühneuzeitlichen Schlosses von Untergrasensee.                                                | D-2-7543-0015 |      |
| Untergrasensee (Standort) | Siedlung des Neolithikums, unter anderem der Linear- und Stichbandkeramik/Gruppe Oberlauterbach. | D-2-7543-0016 |      |
| Untergrasensee (Standort) | Siedlung vor- und frühgeschichtlicher Zeitstellung. | D-2-7543-0018 |      |
| Untergrasensee (Standort) | Verebnete Grabhügel vorgeschichtlicher Zeitstellung. | D-2-7543-0019 |      |
| Untergrasensee (Standort) | Siedlung vor- und frühgeschichtlicher Zeitstellung. | D-2-7543-0020 |      |
| Untergrasensee (Standort) | Siedlung vor- und frühgeschichtlicher Zeitstellung. | D-2-7543-0022 |      |
| Untergrasensee (Standort) | Untertägige frühneuzeitliche Befunde und Funde sowie vermutlich mittelalterlicher Vorgängerbau im Bereich der katholischen Filialkirche St. Ägidius in Obergrasensee.                                | D-2-7543-0100 |      |
| Untergrasensee (Standort) | Untertägige spätmittelalterliche und frühneuzeitliche Befunde und Funde im Bereich der katholischen Filialkirche St. Nikolaus in Untergrasensee und ihrer Vorgängerbauten samt zugehörigem Friedhof. | D-2-7543-0101 |      |
| Untergrasensee (Standort) | Endpaläolithische Station. Siedlungen des Neolithikums, darunter der Stichbandkeramik/Südostbayerisches Mittelneolithikums, der Münchshofener Kultur sowie der Bronzezeit und Latènezeit.            | D-2-7543-0124 |      |

### Bodendenkmäler in der Gemarkung Waldhof
| Lage               | Objekt | Akten-Nr.     | Bild |
| ------------------ | --- | ------------- | ---- |
| Waldhof (Standort) | Untertägige mittelalterliche und frühneuzeitliche Befunde und Funde im Bereich der katholischen Pfarrkirche Mariä Himmelfahrt in Waldhof und ihrer Vorgängerbauten samt zugehörigem Friedhof. | D-2-7543-0047 |      |